# Cantone di Levallois-Perret-Nord
Il Cantone di Levallois-Perret-Nord era una divisione amministrativa dell'Arrondissement di Nanterre.
A seguito della riforma approvata con decreto del 26 febbraio 2014, che ha avuto attuazione dopo le elezioni dipartimentali del 2015, è stato soppresso.

## Composizione
Comprendeva parte del comune di Clichy e parte del comune di Levallois-Perret.